# Don Bosco Sozialwerk
Der gemeinnützige und nicht auf Gewinn ausgerichtete Verein Don Bosco Sozialwerk ist eine Initiative der Salesianer Don Boscos, entstanden aus ihrem Anliegen, sich verstärkt für junge und jugendliche Flüchtlinge und Migranten in Österreich einzusetzen.

## Geschichte
Im Jahr 2002 als Don Bosco Flüchtlingswerk Austria gegründet, um unbegleiteten minderjährigen Flüchtlingen Schutz, Bildung und eine faire Chance auf Integration zu ermöglichen, haben inzwischen hunderte minderjährige Schutzsuchende im Don Bosco Sozialwerk ein Zuhause auf Zeit und sozialpädagogische Begleitung im Geiste Don Boscos gefunden. 2019 wurde die Einrichtung in Don Bosco Sozialwerk Austria umbenannt, um das vielfältige Angebot von der Unterbringung minderjähriger Schutzsuchender über das  Bildungsprojekt AMOS und vier offene Jugendzentren besser zu verdeutlichen.

## Zweck
sozialpädagogische Begleitung für Kinderflüchtlinge und junge erwachsene, geflüchtete Menschen; kostenfreie Bildung im Bereich der Basisbildung und Angebote von Spezialkursen

## Arbeitsschwerpunkte und Projekte
Wohnen
- Wohngemeinschaften für Jugendliche
- Wohngemeinschaften für Kinder
- Nachbetreuung Moses
- Trainingswohnen
- Wohnunterkunft für geflüchtete Frauen und ihre Kinder

Bildung
- Bildungsprojekt AMOS

Freizeit
- Jugendzentrum Amstetten
- Jugendzentrum Stadlau (JuZeS)
- Jugendzentrum ComeIn
- Jugendzentrum Fulpmes

Sozialpädagogische Grundhaltung
Die sozialpädagogische Begleitung basiert auf der Pädagogik Don Boscos:
- Prävention

- Dialog zwischen Religionen und Kulturen
- Solidarität und Assistenz

## Organisation
Die Organisation wurde im November 2002 als Verein gegründet. Das operative Geschäft wird von einer Geschäftsführerin geleitet, die von der Trägerorganisation bestellt wird.

## Auszeichnungen
- 2020 Florian Kuntner-Preis gemeinsam mit dem Don Bosco Gymnasium Unterwaltersdorf
- 2012 „Filippas Engel“ durch die Stiftung Filippas Engel
- 2012 “Nachhaltigste Wirkung” beim Bildungsförderungsfonds für Gesundheit und Nachhaltige Entwicklung

## Vertrags- und Netzwerkpartner
- FSW
- Stadt Wien – Bildung und Jugend
- Stadt Wien – Kinder- und Jugendhilfe
- Bezirk Liesing
- Bezirk Stadlau
- Land Niederösterreich
- Stadt Amstetten
- Dachverband Wiener Sozialeinrichtungen

Der Verein ist bei folgenden Organisationen Mitglied
- SCEP - Separated Children in Europe Programme
- Asylkoordination Österreich
- Netzwerk Kinderrechte Österreich

## Nachweis
- Pressemeldung Oktober 2012
- Stiftung Filippas Engel